# Artilleriewerk La Tine

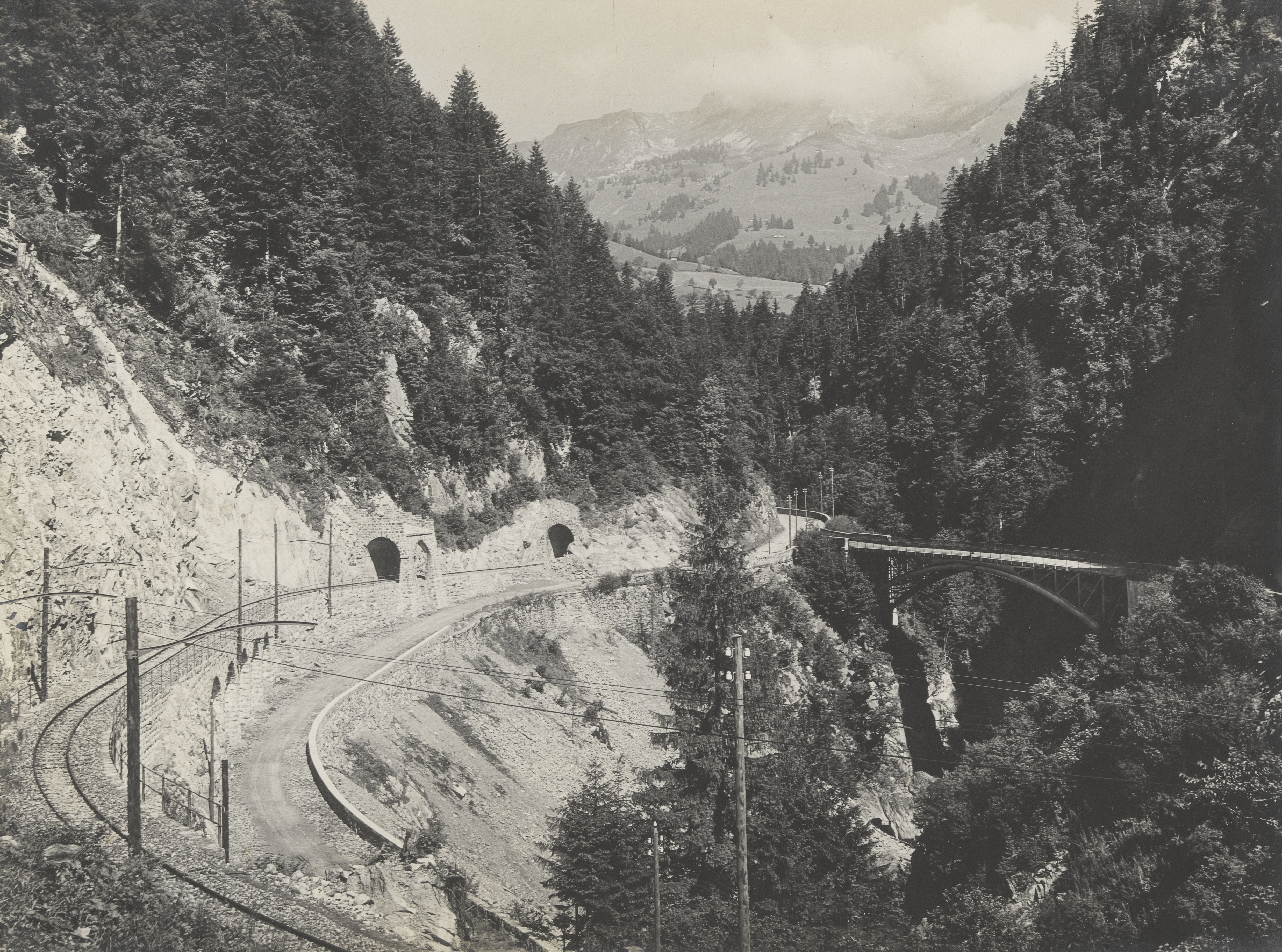
Galerie La Tine MOB (1909), unmittelbar oberhalb wurde das Artilleriewerk La Tine A 1651 gebaut

Das Artilleriewerk La Tine (Armeebezeichnung «If» A 1651) der Schweizer Armee befindet sich auf dem Gebiet der Gemeinden Rossinière (Bezirk Riviera-Pays-d’Enhaut, Kanton Waadt) und Haut-Intyamon (Greyerzbezirk, Kanton Freiburg).
Es bildete mit rund 20 Infanteriewerken die Sperrstelle La Tine an der Réduitgrenze von 1940. Sie ist eine von 37 Sperrstellen im Kanton Freiburg und gilt als national bedeutend.

## Sperrstelle La Tine
Der Engpass von Montbovon bildet den Eingang zum 
Pays d’Enhaut und war bereits 1476 Schauplatz einer kriegerischen Auseinandersetzung.
Den Anstoss zum Bau des Werks gab die von General Guisan befohlene neue Armeestellung im Reduit (Operationsbefehle Nr. 11, 12, 13).
Die Hauptsperre der 1. Division wurde gemäss Operationsbefehl Nr. 13 an der 1940 definierten  Reduitgrenze beim Engpass von Montbovon errichtet. Die Sperrstelle hatte den Auftrag Umgehungen zu verhindern. Die Werke wurden 1941 erstellt.
Die Sperrstelle zog sich vom Engpass entlang der Kantonsgrenze zwischen Freiburg und Waadt in nordöstlicher Richtung entlang des Kamms in Richtung Vanil Carré hinauf. Der Name leitete sich von dem Weiler La Tine in der Gemeinde Rossinière ab. Rund 20 Infanteriewerke auf 700 m befestigten die Reduitgrenze an der Wasserscheide und Kantonsgrenze. Die Eingänge der Werke lagen oft in einem anderen Kanton als ihre Schiessscharten.
Neben dem Artillerie- und Infanteriewerk (A 1651/1652) bestand die Sperrstelle aus folgenden Infanteriebunkern:

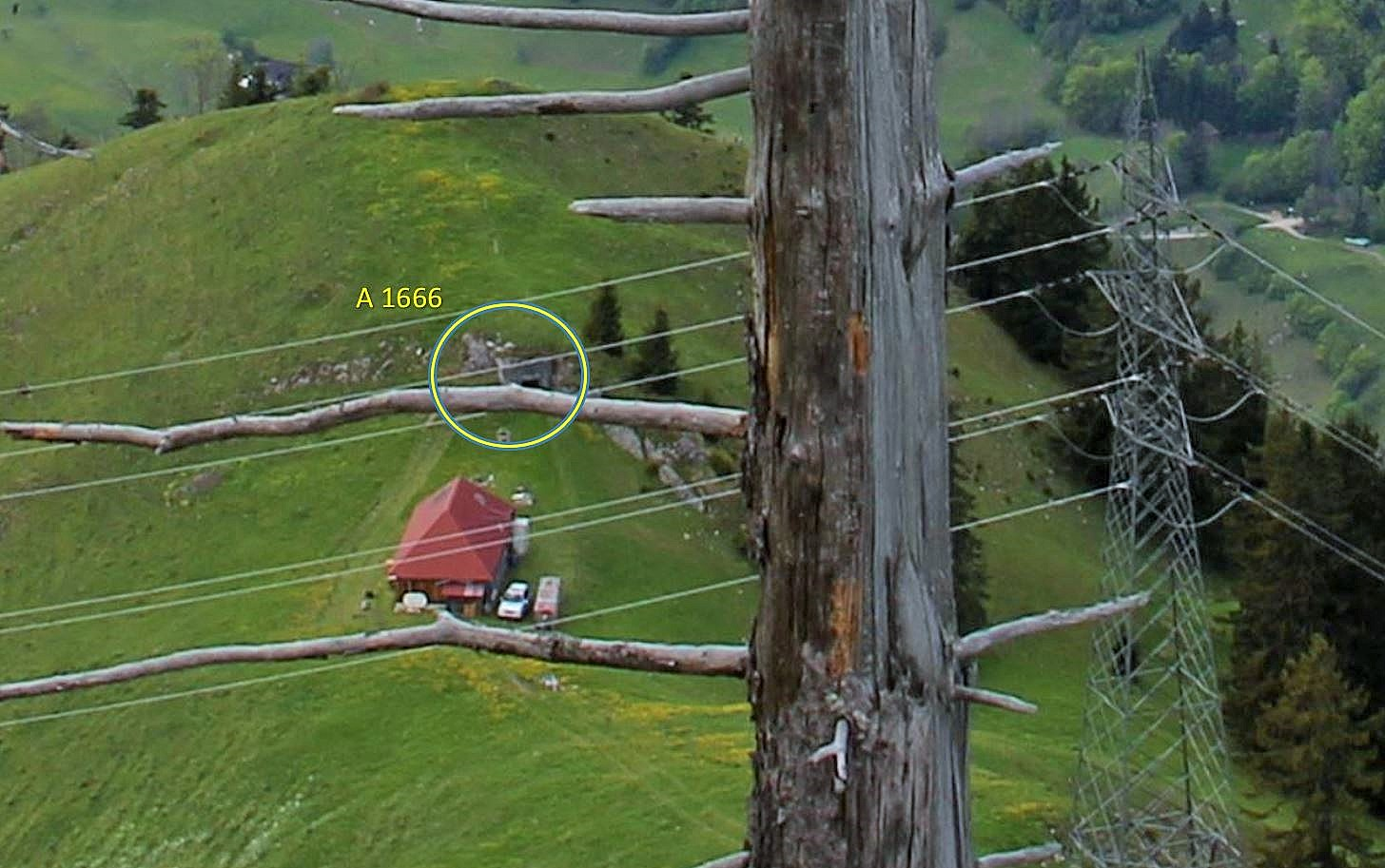
Infanteriebunker La Brâ Ouest A 1666

- Infanteriebunker Le Gresally A 1653 ⊙
- Infanteriebunker La Petite Chia A 1654 ⊙
- Infanteriebunker La Petite Chia A 1655 ⊙
- Infanteriebunker La Petite Chia A 1656 ⊙
- Infanteriebunker La Petite Chia A 1657 ⊙
- Infanteriebunker La Petite Chia A 1658 ⊙
- Infanteriebunker Sonlemont Ouest A 1659 ⊙
- Infanteriebunker Sonlemont Est A 1660 ⊙
- Infanteriebunker Sonlemont Ouest A 1661 ⊙
- Infanteriebunker Sonlemont Centre «Hêtre 3»  A 1662 ⊙
- Infanteriebunker Les Queux aux Mineurs A 1663 ⊙
- Infanteriebunker Sonlemont Est A 1664 ⊙
- Infanteriebunker La Brâ Ouest A 1666 ⊙
- Infanteriebunker La Brâ Nord-Ouest A 1667 ⊙
- Infanteriebunker La Brâ Centre Sapin 3 A 1668	⊙
- Infanteriebunker La Brâ Est Sapin 4 A 1669 ⊙
- Infanteriebunker La Brâ Nord-Est Sapin 5 A 1670 ⊙
- Infanteriebunker Les Echines-Nord Sapin 6 A 1671 ⊙
- Infanteriebunker Les Echines Sud Sapin 7 A 1672 ⊙

## Artilleriewerk La Tine
Das Artillerie- und Infanteriewerk La Tine links («If» A 1651) und das Infanteriewerk La Tine rechts («Frêne» A 1652) wirkten auf die fünf Tankbarrikaden, die die Strassen- und Schienenachse des Taleinschnitts sperrten. Die Werke lagen beidseits der Saane und waren mit einer Hängebrücke verbunden, die unter der Kantonsstrasse angebracht wurde.
Die Festung gehörte während des Kalten Krieges zum Einsatzgebiet der Reduitbrigade 21 und anschliessend zur Festungsabteilung 14 im Festungsregiment 3. Sie wurde 2002 aus der Geheimhaltung entlassen.
- Artillerie-/Infanteriewerk La Tine links «If» A 1651 ⊙
- Infanteriewerk La Tine rechts  «Frêne» A 1652	⊙

### Heute
Ab dem Jahr 2000 vermietete die Schweizer Armee zwei Bunker in der Schlucht von La Tine als Käselager zur Reifung von Raclettekäse bei idealen Bedingungen.

## Sperrstelle Le Pissot

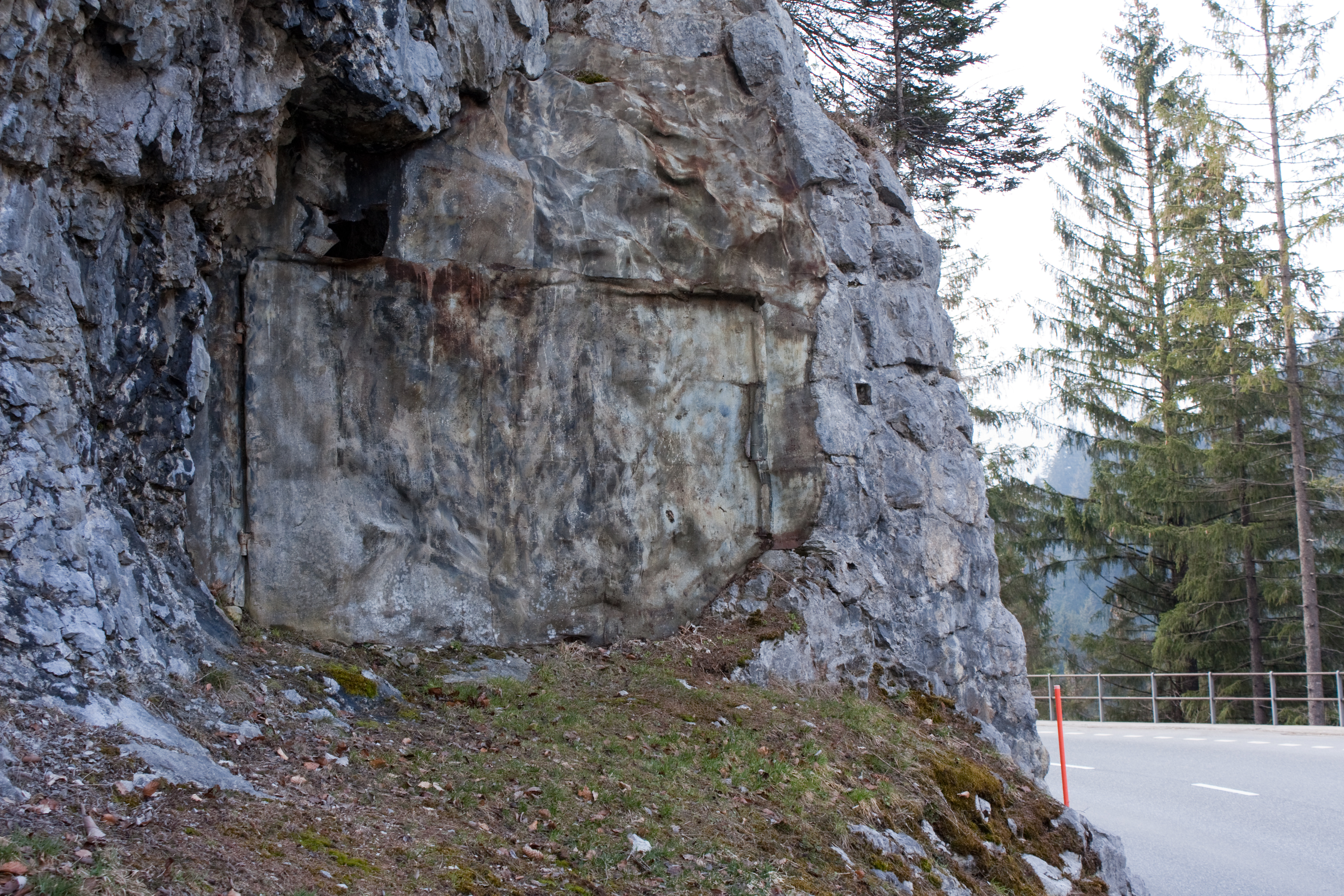
Infanteriewerk Pissot inférieur «Marie-Anne» A 1678

Die Sperrstelle liegt an der Strasse, die von Rossinière durch die Schlucht von Pissot nach Etivaz führt. Dieses Engnis erlaubt es, die Achse von Château-d’Oex nach dem Col des Mosses mit wenigen Mitteln zu blockieren.
- Infanteriewerk Les Teisejeurs  «Marie 1/Muguet 7» A 1677  ⊙
- Infanteriewerk Pissot inférieur «Marie-Anne» A 1678 ⊙
- Infanteriewerk Pissot supérieur «Marie-Yvette» A 1679 	⊙